# Vicente Álvarez Areces
Vicente Alberto Álvarez Areces (ur. 4 sierpnia 1943 w Gijón, zm. 17 stycznia 2019 tamże) – hiszpański polityk, nauczyciel i samorządowiec, senator, działacz Hiszpańskiej Socjalistycznej Partii Robotniczej (PSOE), w latach 1987–1999 alkad Gijón, następnie do 2011 prezydent Asturii.

## Życiorys
Absolwent inżynierii przemysłowej, w 1973 ukończył matematykę na Universidad de Santiago de Compostela. Pracował jako nauczyciel w szkołach średnich oraz wykładowca statystyki na Universidad de Oviedo.
W latach 60. dołączył do nielegalnej wówczas Komunistycznej Partii Hiszpanii. Na początku lat 80. wstąpił do Hiszpańskiej Socjalistycznej Partii Robotniczej. W 1983 został dyrektorem delegatury ministerstwa edukacji i nauki, a w 1985 dyrektorem jednej z inspekcji w tym resorcie. W 1987 z ramienia PSOE z powodzeniem ubiegał się o urząd alkada Gijón. Urząd burmistrza swojej miejscowości sprawował przez trzy kadencje do 1999. W tym samym roku został powołany na stanowisko prezydenta Asturii, które zajmował do 2011. W tym samym czasie sprawował mandat posła do regionalnego parlamentu. Od 2011 powoływany w skład hiszpańskiego Senatu, w którym zasiadał do czasu swojej śmierci.